# Winthemia claripilosa
Winthemia claripilosa là một loài ruồi trong họ Tachinidae.